# Abdul Quddus Bizenjo
Abdul Quddus Bizenjo (ourdou : میر عبد القدوس بزنجو), né le 1er janvier 1974, est un homme politique pakistanais. Membre du Parti baloutche Awami, il est ministre en chef du Baloutchistan de janvier à juin 2018 puis de 2021 à 2023.
Anciennement membre de la Ligue musulmane du Pakistan (Q), Bizenjo est élu député de l'Assemblée provinciale du Baloutchistan pour la première fois en 2002. Il est également président de la chambre de 2018 à 2021.

## Jeunesse et éducation
Abdul Quddus Bizenjo est né en 1974 à Awaran, dans le sud de la province du Baloutchistan, d'une famille d'ethnie baloutche. Son père Abdul Majeed Bizenjo est un homme politique plusieurs fois élus dans la province. 
Quddus Bizenjo obtient un master en langue anglaise de l'université du Balouchistan.

## Carrière politique

### Député provincial
Quddus Bizenjo commence sa carrière politique en étant élu député de l'Assemblée provinciale du Baloutchistan dans la circonscription d'Awaran lors des élections législatives de 2002. Il se présente sous l'étiquette de la Ligue musulmane du Pakistan (Q) en soutien au régime militaire de Pervez Musharraf et obtient 48,7 % des voix, battant les candidats autonomistes baloutches. Il perd son siège lors du scrutin de 2008.
Quddus Bizenjo retrouve son siège lors des législatives de 2013 avec seulement 544 voix sur 672, soit un taux de participation particulièrement faible de 1,8 %, en raison notamment de la mauvaise situation sécuritaire dans la zone. En janvier 2018, il est l'un des principaux acteurs de la chute du ministre en chef de la province Sanaullah Zehri à la suite du dépôt d'une motion de censure. 

### Ministre en chef

Composition de l'Assemblée du Baloutchistan après les élections de 2018 ; les élus du Parti baloutche Awami sont à droite.

Profitant de l'appui de membres dissidents de la majorité précédente, il est élu ministre en chef du Baloutchistan par l'Assemblée provinciale le 13 janvier 2018 par 41 voix sur 65. Il quitte son poste le 7 juin 2018 quand la législature arrive à la fin de son mandat. 
En mars 2018, Quddus Bizenjo quitte la Ligue pour fonder le Parti baloutche Awami avec diverses figures de la province. Lors des élections du 25 juillet 2018, il est réélu député provincial dans la nouvelle circonscription d'Awaran-Panjgur avec 45,1 % des voix contre 24,7 % pour son principal rival du Parti national, et une participation de 34,3 %.
Le 18 aout 2018, il est élu président (speaker) de l'Assemblée provinciale du Baloutchistan par 39 voix contre 20 en faveur de son rival du MMA. En 2021, une crise politique éclate au sein de l'Assemblée à propos du partage des fonds dédiés au développement entre les différentes circonscriptions. Le 24 octobre 2021, le ministre en chef Jam Kamal Khan est contraint de démissionner. Soutenu par plusieurs députés, Bizenjo devient ministre en chef de la province 29 octobre avec 39 votes, sans candidat face à lui. Le 12 août 2023, le gouverneur de la province, Malik Abdul Wali Kakar, dissout l'Assemblée et met fin aux fonctions de Bizenjo comme ministre en chef.